# 阿倫·巴德利
阿倫·巴德利（Aaron Baddeley，1981年3月17日—）是一位澳洲職業高爾夫球選手。出生於美國萊巴嫩。目前他主要參加PGA巡迴賽的賽事。他獲得過6項賽事冠軍，其中有2項PGA巡迴賽冠軍。目前他的的世界排名在世界前20位之列。

## 外部連結
- 官方網站 （页面存档备份，存于）
- PGA巡迴賽網站上的介紹